# Ecitocala rugosa
Ecitocala rugosa är en skalbaggsart som beskrevs av Frank 1981. Ecitocala rugosa ingår i släktet Ecitocala och familjen kortvingar. Inga underarter finns listade i Catalogue of Life.